# Ignacy Domeyko
Ignacy Domeyko herbu Dangiel, również Ignacy Domejko, ps. Żegota (ur. 31 lipca 1802 w Niedźwiadce Wielkiej, zm. 23 stycznia 1889 w Santiago w Chile) – polski geolog, mineralog, inżynier górnictwa, meteorolog, badacz Ameryki Południowej; pierwowzór Żegoty z III części Dziadów Adama Mickiewicza, rektor Uniwersytetu w Santiago.

## Młodość

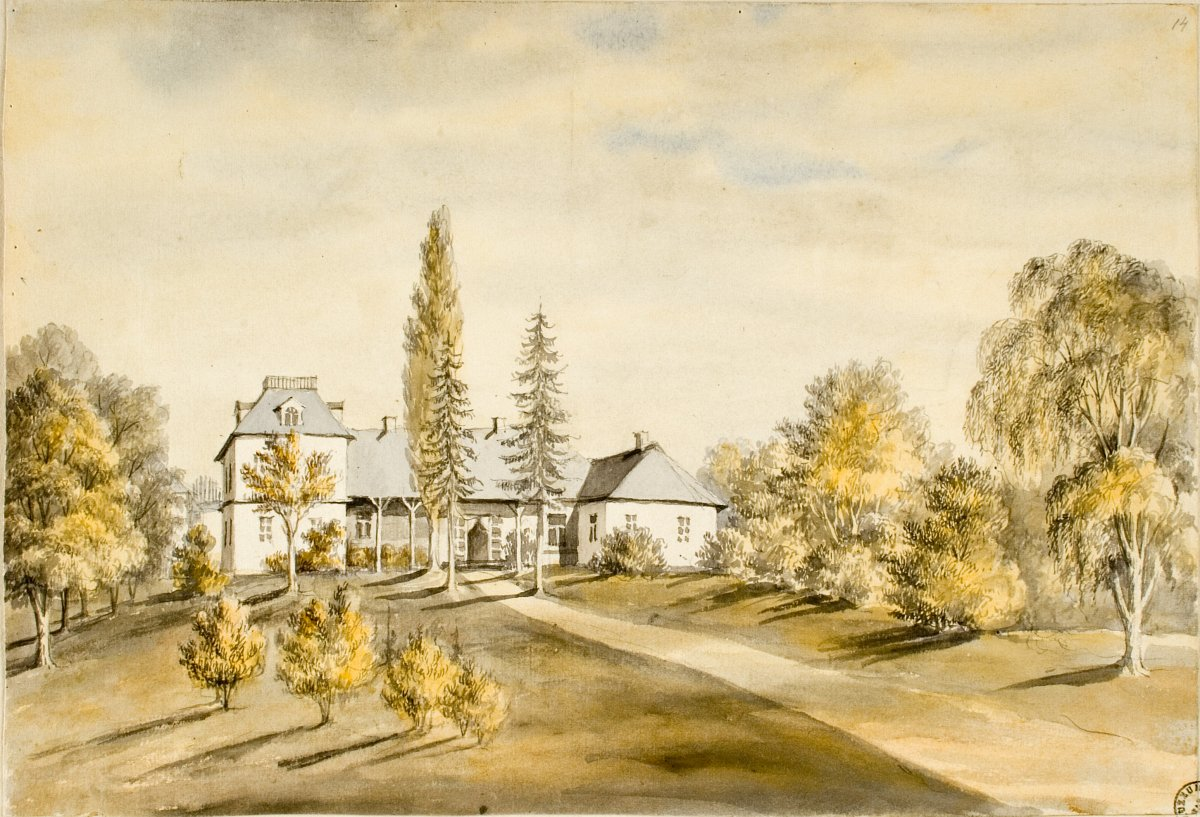
Dwór Domeyki w Niedźwiadce Wielkiej

Pochodził z rodziny ziemiańskiej Domeyków herbu Dangiel. Ojciec, Hipolit, był prezesem sądu ziemskiego, matka, Karolina z Ancutów, była ciotką Maryli Wereszczakówny. Po wczesnej śmierci ojca opiekę nad rodziną przejął stryj Ignacy, senior rodu, mieszkający w Zyburtowszczyźnie koło Lidy.
Zainteresowanie mineralogią obudził w nim już w latach dzieciństwa stryj, niegdyś uczeń Abrahama Gottloba Wernera w Akademii Górniczej we Freibergu, pogłębiły się one podczas studiów na Cesarskim Uniwersytecie Wileńskim, gdzie wykładali uczniowie Wernera. W prowadzonej przez pijarów szkole powiatowej w Szczuczynie Domeyko pod okiem nauczyciela fizyki i chemii rozwijał zaszczepione w domu rodzinnym zainteresowania przyrodnicze.
W latach 1816–1822 Domeyko studiował na Wydziale Fizyczno-Matematycznym Cesarskiego Uniwersytetu Wileńskiego słuchając wykładów chemii (u Jędrzeja Śniadeckiego), fizyki, matematyki, astronomii, historii naturalnej, mineralogii, a także architektury, filozofii, literatury polskiej i historii. Za główny przedmiot zdawanego wiosną 1822 egzaminu magisterskiego obrał matematykę. Stopień magistra filozofii uzyskał na podstawie rozprawy Jak dotąd tłumaczono zasady rachunku różniczkowego i jak w dzisiejszym stanie matematyki należy je tłumaczyć.

## Towarzystwo Filomatów i represje carskie
W czasie studiów udzielał się też w tajnej działalności politycznej. W 1819 został przyjęty do Towarzystwa Filomatów. Był znacznie młodszy od innych członków tej organizacji, ale dzięki cechom charakteru i zamiłowaniom naukowym został wybrany na kierownika działu przyrodniczego.
Po ukończeniu studiów Ignacy Domeyko objął majątek Zapole, zyskując sławę dobrego gospodarza. W następstwie działalności filomackiej objęty został śledztwem w sprawie towarzystwa. Ostrzeżony przez Onufrego Pietraszkiewicza zdążył spalić dokumenty towarzystwa, ale i tak znalazł się wraz z dwustu innymi aresztantami w klasztorze bazylianów w Wilnie. Dzięki staraniom stryjów uniknął zesłania i otrzymał stosunkowo łagodny wyrok: odsunięcie na zawsze od służby cesarskiej i dozór policyjny przez czas nieokreślony. Uciążliwy był zwłaszcza drugi punkt wyroku, gdyż każdy wyjazd poza granice powiatu wymagał osobnego zezwolenia. Udało się jednak Domeyce być w Wilnie w wieczór poprzedzający wyjazd przyjaciela, Adama Mickiewicza, do Petersburga.
Starania o uwolnienie spod nadzoru policyjnego nie dały rezultatu. Gospodarowanie na roli wypełniło mu sześć lat życia. Założył stado rasowych krów czarno-białych, kupił klacz czystej krwi arabskiej ze stada sprowadzonego przez emira Rzewuskiego. Zmniejszył pańszczyźniane powinności chłopów, zorganizował wiejską szkołę.

## Powstanie listopadowe
Na pierwszą wieść o wybuchu powstania listopadowego Ignacy Domeyko kupił u Żydów strzelbę kawaleryjską i pałasz. Możliwość udziału w powstaniu nadarzyła się dopiero wiosną 1831, gdy jeden z dawnych filomatów przywiózł mu rozkaz udania się do generała Skrzyneckiego z meldunkiem, że Litwa gotowa jest do powstania. Misja okazała się nieudana, a mogła zakończyć się tragicznie. Podczas przejścia przez Puszczę Augustowską został uznany za szpiega. Ocalił go ksiądz, który odprowadziwszy go na bok dla wyspowiadania przed rozstrzelaniem, kazał mu uciekać w las. Ponieważ już wcześniej Domeyko dowiedział się, że dwaj inni emisariusze przeszli, więc uznał swoją misję za skończoną i po kilku dniach wrócił do swego majątku.
Gdy na Litwę wkroczył korpus generała Dezyderego Chłapowskiego, Domeyko dołączył do niego i został adiutantem jednego z pułków. Spotkał się tam z lekarzem Karolem Marcinkowskim i Emilią Plater. Wkrótce jednak po krótkiej i nieudanej kampanii litewskiej rozbite korpusy Chłapowskiego i Antoniego Giełguda przekroczyły granicę Prus Wschodnich. Od tej chwili zaczęło się dla Domeyki życie wygnańca.

## Emigracja: Niemcy i Francja
Podczas dwumiesięcznej kwarantanny w Ascheken koło Kłajpedy pomagał doktorowi Marcinkowskiemu w leczeniu chorych na cholerę i grzebaniu zmarłych. Próbę ucieczki z Prus brytyjskim żaglowcem pokrzyżowała nagła burza. Po zakończeniu kwarantanny internowanych powstańców rozkwaterowano w różnych miejscowościach. Wiadomość o klęsce powstania zastała Domeykę w Gierdawie, skąd 5 stycznia 1832 wyruszył w dalszą drogę. Emigracyjny szlak Domeyki wiódł przez Frombork, Malbork i Frankfurt nad Odrą, do Drezna. Tam nastąpiło spotkanie z przyjaciółmi – Mickiewiczem i Antonim Edwardem Odyńcem.
Na emigracji Domeyko nie zapominał o swoich zainteresowaniach naukowych. Pojechał do Freibergu, aby zwiedzić tamtejsze kopalnie srebra oraz Akademię Górniczą, słynną ze zbioru minerałów założonego przez Abrahama Wernera. Wraz z Mickiewiczem, Odyńcem i Wincentym Polem wziął także udział w tygodniowej wycieczce na skały Bastei w Saskiej Szwajcarii. Presja wywierana przez konsula rosyjskiego na króla i rząd saski wygnała jednak polskich uchodźców w dalszą drogę. Domeyko i Mickiewicz wyjechali z Drezna w początkach lipca 1832 i przez Norymbergę, Bayreuth i Karlsruhe dotarli do francuskiego Strasburga. Tam grupa, w której był Domeyko otrzymała nakaz udania się do Châlons-sur-Marne. Stamtąd Domeyko, po długim i bezskutecznym oczekiwaniu, wyjechał nielegalnie do Paryża.
Zainteresowania jego znów skierowały się ku sprawom naukowym. Wielkie wrażenie zrobili na nim znakomici uczeni, których miał okazję widzieć podczas sesji Akademii Francuskiej. Brali w niej udział m.in. Ampère, Arago, Biot, Gay-Lussac, Geoffroy St. Hilaire, Poisson i Thénard. Odsunąwszy się od polityki (pozostał tylko przy działalności charytatywnej) począł uczęszczać na kursy do Sorbony, Collège de France, do Ogrodu Botanicznego i do Konserwatorium Sztuk i Rzemiosł. Słuchał wykładów uczonych, których nazwiska zapisały się na trwałe w historii nauki. Spośród nich Élie de Beaumont doradził mu, aby poświęcił się studiom górniczym i w tym celu zapisał się do Szkoły Górniczej (École des Mines).
W początkach 1837 Domeyko ukończył studia górnicze i podjął pracę w Alzacji, gdzie poszukiwał złóż rud żelaza dla mającej powstać huty. Tam też zastał go list od profesora Armanda Dufrénoy, mineraloga z École des Mines. List zawierał propozycję objęcia stanowiska wykładowcy chemii i mineralogii w Coquimbo, w północnym Chile, oferował zwrot kosztów podróży i wysoką pensję. Ignacy Domeyko zgodził się natychmiast.

## Działalność w Chile
Podróż do Chile trwała cztery miesiące. Trasa jej wiodła do Londynu, stamtąd przez Azory, Maderę, Wyspy Kanaryjskie, Bahia, Rio de Janeiro do Buenos Aires, dalej zaś konno przez Mendozę, przełęcz Paso de la Cumbre i dolinę Aconcagua do Coquimbo. W trakcie podróży Domeyko prowadził obserwacje geologiczne. Dotarł do Coquimbo 3 czerwca 1838. W miasteczku wszyscy czekali na człowieka potrafiącego wytopić srebro z galeny. Domeyko miał być tym, który stworzy podstawy eksploatacji bogactw mineralnych kraju.
Właściwa praca rozpoczęła się w pierwszych dniach listopada, gdy przypłynął statek z aparaturą laboratoryjną. Jednocześnie Domeyko rozpoczął w języku hiszpańskim wykłady dla uczniów szkoły górniczej. Do jego obowiązków należało prowadzenie wykładów wstępnych z fizyki i chemii, a następnie wykładów z głównych przedmiotów: mineralogii i metalurgii. Jednocześnie wykonywał też analizy chemiczne zebranych przez siebie i nadesłanych przez właścicieli kopalń próbek kruszców. Praca ta wkrótce zaczęła przynosić owoce. Domeyko zyskał uznanie władz, czego dowodem było mianowanie go sędzią górniczym, orzekającym jednoosobowo i ostatecznie (od wyroku nie przysługiwało odwołanie).
Okres wakacji szkolnych Domeyko przeznaczał na podróże po Andach na obszarze całego niemal kraju. Opisy tych podróży są barwne i wnikliwe, a to, co dotyczy w nich geologii, dziś jeszcze może być źródłem informacji. Do nich należy m.in. opis słynnego złoża El Teniente, które do dziś jest jednym z największych porfirowych złóż miedziowo-molibdenowych. Wyniki swych badań Domeyko przekazywał do swej macierzystej uczelni, École des Mines, w postaci bogatych kolekcji minerałów wysyłanych na ręce prof. Dufrénoya, oraz w postaci sprawozdań naukowych, które profesor przedstawiał na posiedzeniach Akademii Nauk i publikował w „Annales des Mines”.
Podczas sześcioletniego pobytu w Coquimbo Domeyko przygotowywał swoich następców. Najlepsi jego uczniowie zostali wysłani na dalsze studia do Paryża. Sam zamierzał po ich powrocie udać się ponownie do Francji, by tam czekać na rozwój wypadków w Polsce i w dogodnych warunkach powrócić do kraju. Tymczasem pożar laboratorium w Coquimbo zmusił go do przedłużenia pobytu o rok, potrzebny do odbudowy.
W 1846 Domeyko opuścił Coquimbo, lecz rząd Chile zatrzymał go nalegając, by wziął udział w reformie uniwersytetu. Drugim powodem odłożenia wyjazdu była chęć obejrzenia wybuchu wulkanu Antuco, który właśnie wznowił swą działalność. Przebywając w Santiago Domeyko objął stanowisko profesora chemii prowadzącego wykłady z chemii, fizyki i mineralogii. W 1848 kongres (parlament) chilijski przyznał mu z własnej inicjatywy jednogłośnie obywatelstwo chilijskie. Niepokojony wieściami o rzezi galicyjskiej i Wiośnie Ludów Domeyko rozważał powrót do kraju, lecz odwiodło go od tego  małżeństwo z Enriquette de Sotomayor. Mimo znacznej różnicy wieku (48 i 15 lat) małżeństwo okazało się bardzo udane.
Z pracą badawczą i dydaktyczną łączyło się opracowywanie podręczników. Najważniejsze z nich, to Tratado de ensayes… (Traktat o probiernictwie) oraz podręcznik mineralogii, z rozszerzonymi informacjami o minerałach Chile: Elementos de mineralogia o del conocimiento de las especies minerale en jeneral i en particular de las de Chile. Znalazły się w nim także nowe minerały, po raz pierwszy opisane przez Domeykę, m.in. arketyt, amiolit i domeykit (nazwa pochodzi od jego nazwiska, a nadana została przez niemieckiego mineraloga Wilhelma Rittera von Haidingera). Opisał też dokładniej własności znanych wcześniej minerałów. Podręcznik Domeyki zdobył międzynarodową sławę i długo był cytowany w światowej literaturze przedmiotu. Zbiory zgromadzone przez niego na uniwersytecie w Santiago liczyły ponad 4000 okazów.
Zainteresowania Domeyki wykraczały poza mineralogię i geologię. Badał meteoryty zebrane podczas ekspedycji na pustynię Atakama. Przedstawił rządowi chilijskiemu elaborat o potrzebie wykorzystania przez rolnictwo chilijskie bogatych złóż saletry. Ostatnią jego publikacją było opracowanie zjawisk trzęsień ziemi, zarejestrowanych w Chile podczas jego pobytu (z jednego trzęsienia cudem się uratował). Był także rzecznikiem założenia w Chile – kraju o skrajnie zróżnicowanym klimacie – sieci obserwacji meteorologicznych.
Z biegiem lat najważniejszą i najbardziej absorbującą Domeykę dziedziną działalności stała się praca nad organizacją nauki chilijskiej. Z pierwotnie istniejącego uniwersytetu Universidad de Chile, będącego w istocie tylko organem zarządzającym słabo rozwiniętym szkolnictwem elementarnym, Domeyko stworzył nowoczesny uniwersytet na wzór Uniwersytetu Wileńskiego i uczelni niemieckich. Od 1867 przez 16 lat był nieprzerwanie jego rektorem.

## Związki z rodakami; ostatnia podróż do Europy
Przez cały okres pobytu Domeyki w Chile jego związki z rodakami na emigracji, a także znacznie trudniejsze do utrzymania związki z krajem, były bardzo żywe. Korespondował z Bohdanem Zaleskim, swoimi krewnymi i wielu innymi osobami. Z Chile wysyłał do Polski zbiory minerałów. Ludwik Zejszner chciał go zaprosić do objęcia wykładów na Uniwersytecie Jagiellońskim, jednakże zaproszenie przybyło z opóźnieniem, tuż po ślubie z młodszą o 33 lata Enriquettą. O powstaniu styczniowym Domeyko wiedział z korespondencji i cieszył się z narodzin ostatniego syna: „Urodził mi się pod dobrą wróżką, bo w czas powstania, kiedy tyle naszych umiera za Polskę”. W rok później znalazł się w Paryżu jako komisarz rządu chilijskiego na Światową Wystawę.
Od 1877 na Litwie zamieszkała córka Domeyki – Anna, która wyszła za mąż za swego dalekiego kuzyna. W 1884 sędziwy uczony zdecydował się na podróż do kraju. W tym czasie Chile toczyło wojnę ze swymi północnymi sąsiadami – Peru i Boliwią. Chodziło o rejon Tarapaca, o którego znaczeniu przesądzały odkryte przez Domeykę złoża saletry. Podróż na Litwę wiodła przez Kraków i Warszawę. Przyjazd Domeyki stawał się wszędzie okazją do manifestacji. Na stacji granicznej przywitał go Antoni Odyniec, który z tej okazji napisał Odę do starości. Na Litwie Domeyko przebywał u zięcia i córki w Zyburtowszczyźnie.
Z Litwy wyjeżdżał do Paryża, Rzymu i Ziemi Świętej. Z Neapolu odbył wycieczkę do krateru Wezuwiusza. Jadąc przez Drezno wybrał się do podmiejskiego parku, po którym niegdyś spacerował z Mickiewiczem. W Zgorzelcu zawarł znajomość z mineralogiem Bernhardem Schuchardtem, z którym od lat utrzymywał korespondencję. W Krakowie wchodził na pamiątkowe kopce, w Wieliczce zwiedzał kopalnię soli, itd., itp. W kwietniu 1887 Uniwersytet Jagielloński przyznał Domeyce tytuł doktora honoris causa. Podczas ostatniego pobytu Domeyki w Krakowie jego syn Herman, wyświęcony niedawno na księdza, odprawił w wielkanocną niedzielę 1888 uroczystą mszę przy ołtarzu Św. Stanisława w katedrze na Wawelu.
Dwumiesięczna podróż powrotna do Chile wyczerpała siły Domeyki. Po kilkutygodniowej chorobie wydawało się jednak, że następuje poprawa. Pisał o tym Domeyko w ostatnim swym liście z 18 stycznia 1889 do kuzyna w Paryżu. W kilka dni później nastąpił jednak nawrót choroby i zgon. Śmierć Ignacego Domeyki okryła Chile żałobą. Dzienniki zamieściły obszerne nekrologi. W pogrzebie urządzonym na koszt republiki brał udział rząd. Syn – ksiądz – rzucił na trumnę grudkę ziemi z Kopca Kościuszki, którą Domeyko przywiózł do Chile z tą właśnie intencją.

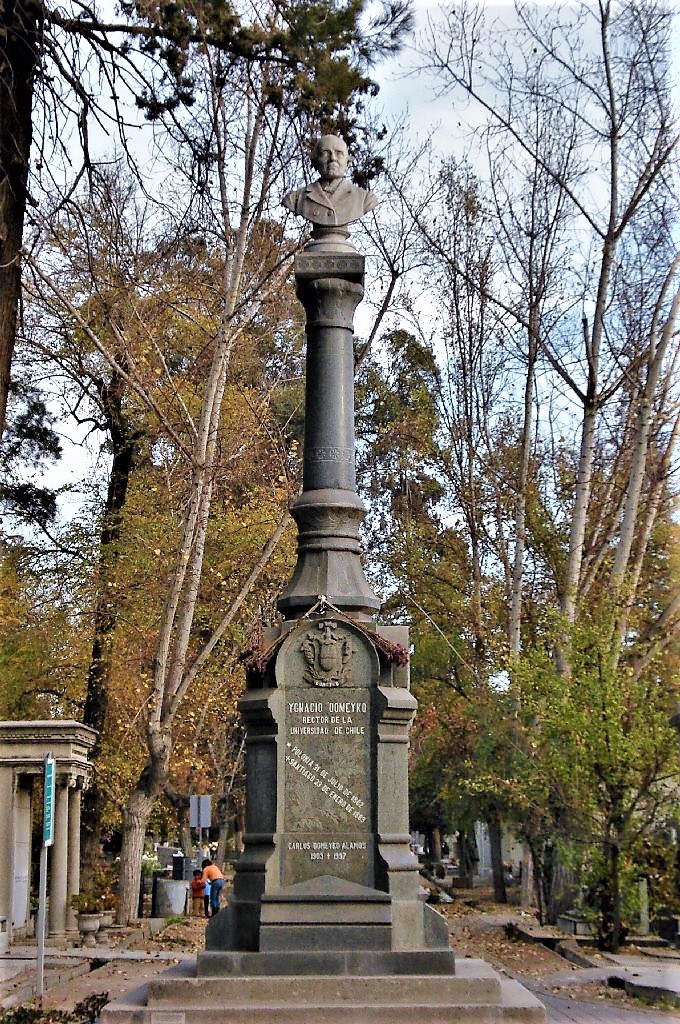
Grobowiec Ignacego Domeyki na Cmentarzu Generalnym w Santiago

## Zasługi Domeyki
Działalność Domeyki w Chile miała duże znaczenie dla tego kraju. Dzięki zainicjowanym przez niego licznym badaniom mineralogicznym i geologicznym rozwinął się tam przemysł górniczy, dając ubogiemu dotąd krajowi szansę wzbogacenia się i uniezależnienia od zagranicy. Oprócz tego, Domeyko przyczynił się do upowszechnienia w Chile oświaty i polepszenia jej poziomu. Stojąc przez szereg lat na stanowisku rektora uniwersytetu Universidad de Chile w Santiago, spowodował obudzenie ruchu intelektualnego w zaniedbanym dotąd pod względem kulturalnym kraju.
Prace swe ogłaszał w rocznikach uniwersyteckich w Santiago i pismach specjalistycznych. Opublikował też dwa duże dzieła na temat zasobów naturalnych w Chile, a także Peru, Boliwii i Argentynie.
Był członkiem honorowym Poznańskiego Towarzystwa Przyjaciół Nauk.
Ignacy Domeyko pozostawił po sobie bogaty dorobek naukowy w wielu dziedzinach.

## Upamiętnienie
Na cześć uczonego:
- Jedną z planetoid nazwano (2784) Domeyko;
- Na mapie Chile pozostała na trwałe nazwa pasma górskiego Góry Domeyki (Cordillera de Domeyko) i miejscowość Domeyko[4];
- Od jego nazwiska utworzono nazwę minerału domeykit;
- Nazwisko lub imię Domeyki upamiętniono także w nazwach paleontologicznych, głównie mezozoicznych taksonów ustanowionych w XIX w. na podstawie okazów z Chile przekazanych europejskim uczonym przez Domeykę: (amonit Amonites domeykanus Bayle i Coquand, łodzik Nautilus domeykus d’Orbigny, ramienionogi Terebratula ignaciana d’Orbigny i Terebratula domeykana Bayle i Coquand[5]). Oprócz tego jego nazwisko pojawia się w nazwach pterozaura Domeykodactylus, Domeykos – jurajskiej ryby kostnoszkieletowej z rzędu Pachycormiformes[6], i Domeykosaurus – nieformalnej nazwy nieoznaczonych rodzajów dinozaurów z epoki późnej kredy (tytanozaury);
- Jego nazwiskiem nazwano gatunek pająka Lycinus domeyko Goloboff, 1995[7]
- Jego nazwiskiem nazwano ulice min.: w Lublinie w dzielnicy Wrotków, we Wrocławiu na osiedlu Grabiszynek, w Radlinie na Śląsku, w Bolesławcu Śląskim, w Warszawie (Praga Południe)[8], w Koninie, w Lubinie, Poznaniu, Białymstoku, Gliwicach, Jeleniej Górze oraz w Pruszczu Gdańskim (os. Cambel Town). Jest też patronem ulicy w Mińsku na Białorusi[9].
- Jest patronem Kopalni Złota w Złotym Stoku[10] oraz należącej do KGHM kopalni miedzi Sierra Gorda w Chile[11].
- W 2012 r. powstała Fundacja Proyecto Domeyko Polska, której jednym z celów jest wspieranie polsko-chilijskiej współpracy kulturalnej i naukowej oraz popularyzacja postaci Ignacego Domeyki oraz jego dorobku.
- W dniu 6 lutego 2007 roku Narodowy Bank Polski wprowadził do obiegu monety, przedstawiające Domejkę, o nominałach:
  - 10 zł – wykonaną w srebrze stemplem lustrzanym,
  - 2 zł – wykonaną w stopie Nordic Gold stemplem zwykłym[12].